# Albanie aux Jeux olympiques d'été de 2004
L' Albanie a envoyé 7 athlètes aux Jeux olympiques d'été de 2004 à Athènes en Grèce.

## Résultats

### Athlétisme
400 m haies femmes :
- Klodiana Shala
  - 1er tour : 1 min 00 s 00 (→ éliminée)

Lancer du marteau hommes :
- Dorian Collaku
  - 1er tour : 70,06 mètres (→ éliminé)

### Natation
50 mètres nage libre hommes :
- Kreshnik Gjata
  - En série : 26.61 s (→ éliminé, 66e place)

50 mètres nage libre femmes :
- Rovena Marku
  - En série : 30.51 s (→ éliminée, 60e place)

### Haltérophilie
62 kg hommes :
- Gert Trashha
  - 1er tour : 255,0 kg (→ 14e place, Arraché : 115,0 kg, Épaulé-jeté : 140,0 kg)

77 kg hommes :
- Theoharris Traasha
  - 1er tour : 342,5 kg (→ 13e place, Arraché : 160,0 kg, Épaulé-jeté : 182,5 kg)

### Lutte
Lutte libre hommes (- de 60 kg) :
- Sahit Prizreni : Éliminé dans la poule E

## Officiels
- Président : Hysen Domi
- Secrétaire Général : Stavri Bello
- Chef de Mission : Fidel Ylli
- Personnel administratif : Elda Gjoka
- Personnel administratif 2 : Vladimir Gjoni